# Мойся
Мойся — українське прізвище. Походить від козацького прізвиська, утвореного від руського дієслова наказового способу мойся («мийся»), або від імені Мойсей та його народних форм: української (Мусій) або єврейської (Мойша). Зустрічається в Центральній Україні, зокрема в селі Мойсенці. Серед видатних носіїв прізвища був письменник Іван Ле.
- Нестандартные русские фамилии [Архівовано 15 жовтня 2011 у Wayback Machine.][недоступне посилання]
- Происхождение фамилии Мойся [Архівовано 8 лютого 2017 у Wayback Machine.][недоступне посилання]

| Родичі | Це незавершена стаття про прізвище. Ви можете допомогти проєкту, виправивши або дописавши її. |